# K2-18b
K2-18b, també conegut com a EPIC 201912552 b, és un exoplaneta que orbita al voltant de la nana vermella K2-18, situat a 124 anys llum (38 pc) de la Terra. El planeta, descobert inicialment amb el telescopi espacial Kepler, té aproximadament vuit vegades la massa de la Terra i, per tant, es classifica com a mini-Neptú. Té una òrbita de 33 dies dins de la zona habitable de l'estrella, el que significa que rep aproximadament la mateixa quantitat de llum estel·lar que la Terra rep del Sol i podria tenir condicions similars, que permetrien l'existència d'aigua líquida.
El 2019 es va descobrir la presència de vapor d'aigua a l'atmosfera de K2-18b, fet que va atreure l'atenció sobre el sistema. K2-18b s'ha estudiat com un potencial món habitable que, temperatura a banda, s'assembla més a un planeta gasós com Urà o Neptú que a la Terra.
El 2023, el Telescopi espacial James Webb va detectar diòxid de carboni i metà a l'atmosfera de l'exoplaneta K2-18b. Les dades de Webb suggereixen que el planeta podria estar cobert d'un oceà i una atmosfera rica en hidrogen.

## Estrella de l'amfitrió
K2-18 és un nana M de la classe espectral M3V a la constel·lació de Leo, 38.025 ± 0.079 parsecs (124.02 ± 0.26 a.l.) del Sol. L'estel és més fred i més petit que el Sol, amb una temperatura de 3,457 K (3,184 °C; 5,763 °F) i un radi la meitat del del Sol, i no és visible a ull nu des de la Terra. L'estrella mostra una activitat estel·lar moderada, però no és clar si té taques solars, que tendirien a crear falsos senyals quan s'observa el trànsit d'un planeta. K2-18 té un altre planeta dins de l'òrbita de K2-18b, K2-18c, que pot interactuar amb K2-18b a través de marees.
S'estima que el 80% dels estels nans M tenen planetes a la seva zona habitable, incloent-hi els estels LHS 1140, Pròxima del Centaure i TRAPPIST-1. La petita massa, la mida i les baixes temperatures d'aquests estels i les òrbites freqüents dels planetes faciliten la caracterització dels planetes. D'altra banda, la baixa lluminositat dels estels pot dificultar l'anàlisi espectroscòpica dels planetes, i la presència freqüent de flamarades actives i superfícies estel·lars no homogènies (faculae i taques estel·lars) poden generar senyals espectrals erronis quan s'investiga un planeta.

## Propietats físiques
K2-18b té una massa de 8,63±1,35 M🜨. Gira al voltant de la seva estrella en 33 dies, ies.pot veure des de la Terra passant per davant de l'estel. El més probable és que el planeta estigui blocat a l'estel, encara que també és possible una ressonància en òrbita giratòria com Mercuri.
La densitat de K2-18b és d'aproximadament 2,67+0,52
−0,47 g/cm3, intermèdia entre la de la Terra i la de Neptú i implica que el planeta té un embolcall ric en hidrogen. El planeta pot ser rocós amb un embolcall gruixut o tenir una composició semblant a Neptú, mentre que un planeta d'aigua pura amb una atmosfera fina és menys probable.
L'edat de l'estel és de 2.400±600 milions d'anys i el planeta pot haver trigat uns quants milions d'anys a formar-se. Si existeix un oceà, probablement està subjacent a una capa de gel d'alta pressió a la part superior d'un nucli rocós, que podria desestabilitzar el clima del planeta evitant els fluxos de materials entre el nucli i l'oceà.

### Possible oceà
A temperatures que superen el punt crític, els líquids i els gasos deixen de estar en diferents fases i no hi ha una separació entre l'oceà i l'atmosfera. No és clar si les observacions impliquen que existeix un oceà líquid separat a K2-18b, i detectar aquest oceà és difícil des de l'exterior; la seva existència no es pot inferir ni descartar únicament a partir de la massa i el radi d'un planeta.
L'existència d'un oceà líquid és improbable a K2-18b; l'aigua sota l'embolcall és més probable en un estat supercrític. Traces de gasos com els hidrocarburs i l'amoníac poden passar de l'atmosfera a l'oceà si existeix; la seva presència pot implicar, per tant, l'absència d'una separació oceà-atmosfera.

## Atmosfera i clima
Les observacions amb el telescopi espacial Hubble han demostrat que K2-18b té una atmosfera formada per hidrogen. El vapor d'aigua constitueix entre el 0,7 i l'1,6% de l'atmosfera, mentre que les concentracions d'amoníac semblen ser incommensurablement baixes, i el metà pot ser present en quantitats estàndard per a aquest tipus de planeta, o molt esgotat. No s'han observat òxids de carboni, només s'ha establert un límit superior a les seves concentracions (uns pocs percent). L'atmosfera representa com a màxim el 6,2% de la massa del planeta i la seva composició probablement s'assembla a la d'Urà i Neptú.
Hi ha poques evidències de boires a l'atmosfera, tot i que hi ha proves de núvols d'aigua, els tipus de núvols que es poden formar a K2-18b, estan en dubte. Si existeixen, és probable que els núvols estiguin gelats, però és possible que també hi hagi aigua líquida. A part de l'aigua, el clorur d'amoni, sulfur de sodi, clorur de potassi i sulfur de zinc poden formar núvols a l'atmosfera de K2-18b, depenent de les propietats del planeta. La majoria de models prediuen la formació d'una inversió de temperatura a gran altitud, donant lloc a una estratosfera.

### Evolució
Es creu que la radiació d'alta energia de l'estel, com la radiació UV i raigs X durs, escalfen l'atmosfera superior i l'omplen d'hidrogen format a través de la fotodissociació de l'aigua, formant així una exosfera extensa rica en hidrogen que pot escapar del planeta. Els fluxos de raigs X i UV que K2-18b rep de K2-18 són considerablement superiors als fluxos equivalents del Sol; el flux de radiació UV dura proporciona prou energia per impulsar aquesta exosfera a escapar a una velocitat d'aproximadament 350+400
−290 tones per segon, massa lent per eliminar l'atmosfera del planeta durant la seva vida útil. Les observacions de disminucions de les emissions de radiació Lyman alfa durant els trànsits del planeta poden mostrar la presència d'aquesta exosfera; tot i això, aquest descobriment requereix confirmació.

### Escenaris alternatius
El procés de detectar atmosferes al voltant dels planetes és difícil i diversos descobriments reportats són controvertits. Barclay et al. 2021 va suggerir que el senyal de vapor d'aigua pot ser degut a l'activitat estel·lar, més que a l'aigua a l'atmosfera de K2-18b. Bézard et al. 2020 va proposar que el metà pot ser un component més significatiu, representant al voltant del 3-10%, mentre que l'aigua pot constituir al voltant del 5-11% de l'atmosfera, i Bézard, Charnay i Blain en 2022 van proposar que l'evidència de l'aigua es deu realment al metà, tot i que aquest escenari és menys probable.

### Models
Models climàtics s'han utilitzat per a simular el clima que podria tenir K2-18b, i una intercomparació dels seus resultats per a K2-18b forma part del projecte CAMEMBERT per simular els climes dels planetes sub-Neptú. Entre els esforços de modelització climàtica realitzats a K2-18b es troben:
- Charnay et al. 2021, assumint que el planeta està bloquejat per la marea, va trobar una atmosfera amb gradients de temperatura febles i un sistema de vent amb aire descendent al costat nocturn i aire ascendent al costat diürn. A l'atmosfera superior, l'absorció de radiació pel metà va produir una capa d'inversió.[56] Els núvols només es podrien formar si l'atmosfera tingués una metalicitat elevada; les seves propietats depenien molt de la mida de les partícules dels núvols i de la composició i circulació de l'atmosfera. Es formen principalment al punt subestel·lar i al terminador. Si hi hagués pluja, no podria arribar a la superfície; en canvi s'evaporararia formant virga.[57] Les simulacions amb una ressonància d'òrbita giratòria no alteren substancialment la distribució de núvols.[58] També van simular l'aparició de l'atmosfera durant els trànsits estel·lars.[59]
- Innes i Pierrehumbert en 2022 van realitzar simulacions assumint diferents velocitats de rotació i van concloure que, tret de les altes taxes de rotació, no hi ha un gradient de temperatura substancial entre pols i equador.[60] Van trobar l'existència de corrents en raig per sobre de l'equador i a altes latituds, amb dolls equatorials més febles a la superfície.[61]
- Hu en 2021 va realitzar simulacions de la química del planeta.[42] Va concloure que la fotoquímica no hauria de ser capaç d'eliminar completament l'amoníac de l'atmosfera exterior.[62] i que els òxids de carboni i el cianur es formarien a l'atmosfera mitjana, on podrien ser detectables.[63] El model prediu que es podria formar una capa de boira de sofre, estenent-se a través i per sobre dels núvols d'aigua. Aquesta capa de boira dificultaria molt les investigacions de l'atmosfera del planeta.[64]

## Habitabilitat
La radiació estel·lar entrant és de 1.368+114
−107 W/m2, similar a la insolació que rep la Terra. K2-18b es troba dins o una mica dins de la zona habitable de la seva estrella, –"pot ser a prop", però no arriba al llindar de l'efecte hivernacle descontrolat.– i la seva temperatura d'equilibri és d'aproximadament 250–300 K (−23–27 °C; −10–80 °F). Que el planeta sigui realment habitable depèn de la naturalesa de l'atmosfera; les capes més profundes de la qual poden ser massa calentes, mentre que les capes que contenen aigua podrien tenir temperatures i pressions adequades per al desenvolupament de la vida.
Els microorganismes de la Terra poden sobreviure en atmosferes riques en hidrogen, cosa que il·lustra que l'hidrogen no és cap impediment per a la vida. Tanmateix, una sèrie de gasos de biosignatura utilitzats per identificar la presència de vida no són indicadors fiables quan es troben en una atmosfera rica en hidrogen, per la qual cosa es necessitarien diferents marcadors per a identificar l'activitat biològica a K2-18b. Diversos d'aquests marcadors van poder ser detectats pel telescopi espacial James Webb després d'un nombre raonable d'observacions.

## Història de descobriments i investigacions
El planeta va ser descobert l'any 2015 pel telescopi espacial Kepler, i la seva existència es va confirmar més tard amb el Telescopi espacial Spitzer mitjançant les tècniques de velocitat Doppler. Les anàlisis dels trànsits van descartar que fossin causats per estels acompanyants invisibles, per múltiples planetes o deguts a errors sistemàtics de les observacions. Les primeres estimacions del radi de l'estrella tenien errors substancials, la qual cosa va fer que estimacions del radi i la densitat del planeta fossin sobreestimades. El descobriment de la signatura espectroscòpica del vapor d'aigua a K2-18b el 2019 va ser el primer descobriment de vapor d'aigua en un exoplaneta diferent d'un Júpiter calent i va generar molta discussió.
K2-18b s'ha utilitzat com a cas de prova per als estudis d'exoplaneta. Les propietats de K2-18b han portat a la definició d'un "planeta hiceànic", un tipus de planeta que té aigua líquida abundant i una atmosfera d'hidrogen. Abans es pensava que els planetes amb aquestes composicions eren massa calents per ser habitables. En canvi, les troballes a K2-18b suggereixen que podrien ser prou freds com per a albergar oceans d'aigua líquida propicis per a la vida. El fort efecte hivernacle de l'atmosfera d'hidrogen podria permetre que es mantinguin habitables fins i tot a baixes taxes d'instel·lació.
El setembre de 2023, la NASA va anunciar que les observacions del telescopi espacial James Webb indicaven la presència de metà, diòxid de carboni i possiblement sulfur de dimetil. La presència de DMS és una biosignatura potencial, ja que la major part del DMS a l'atmosfera terrestre s'emet des del fitoplàncton en ambients marins, tot i que cal una observació addicional i descartar un origen geològic o químic del compost.

## Enllaços exterms
- K2-18 b Confirmed Planet Overview Page, NASA Exoplanet Archive

Coordenades:  11h 30m 14.518s; +07° 35′ 18.257″